# Belgian Open 1988
Belgian Open 1988 — жіночий тенісний турнір, що проходив на відкритих кортах з ґрунтовим покриттям у Брюсселі (Бельгія). Належав до турнірів 1-ї категорії в рамках Туру WTA 1988. Турнір відбувся вдруге і тривав 11 до 17 липня 1988 року. Четверта сіяна Аранча Санчес виграли титул в одиночному розряді.

## Фінальна частина

### Одиночний розряд
Аранча Санчес —  Раффаелла Реджі 6–0, 7–5
- Для Санчес Вікаріо це був єдиний титул за сезон і 2-й - за кар'єру.

### Парний розряд
Мерседес Пас /  Тіна Шоєр-Ларсен —  Катарина Малеєва /  Раффаелла Реджі 7–6(7–3), 6–1
- Для Пас це був 2-й титул за сезон і 10-й — за кар'єру. Для Шоєр-Ларсен це був 1-й титул за рік і 3-й — за кар'єру.